# Абрикос японский
Абрикос японский, или муме, лат. Prunus mume или мэйхуа — растение семейства Розовые (Rosaceae), вид из секции Абрикос (Armeniaca) рода Слива (Prunus).
Родиной японского абрикоса считается юг Китая в районе реки Янцзы, откуда она широко распространилась по всей Восточной Азии, включая Японию, Корею, Тайвань, Вьетнам.

## Биологическое описание
Дерево высотой 5—7 м, иногда кустарник. Кора гладкая зеленовато-серая. Годичные побеги зелёные. Листья яйцевидные с вытянутой ланцетной вершиной, жёсткие, по краям узкозубчатые, снизу (а также иногда и сверху) опушённые. Цветки сидячие или почти сидячие, нередко махровые, многочисленные, ароматные, имеют белую или розовую окраску. Число тычинок варьирует от 35 до 40 штук. Плоды жёлтые или зеленоватые с кислой грубоватой мякотью. Косточка не отделяется от мякоти. Её поверхность имеет резко ямчатую текстуру.

## Распространение и экология
В диком виде дерево растёт на каменистых склонах гор, на высотах от 300 до 2500 метров над уровнем моря в Центральном и Северном Китае. Культивируется во Вьетнаме (вьет. mơ), Китае (кит. 梅, пиньинь méi, палл. мэй), Корее (кор. 매실?, 梅實?, мэсиль), и Японии (яп. 梅, умэ). Растение теплолюбиво, зацветает рано, не боится обильных дождей.
Выращивается в качестве пищевого и декоративного растения в регионах расположенных в зонах морозостойкости: 6-7.

## Использование
Растение введено в культуру в глубокой древности. Плоды абрикоса употребляются в пищу главным образом в переработанном виде из-за высокой кислотности свежих фруктов. Из них приготавливают соленья и маринады. Квашеная умэ — умэбоси — традиционная приправа к варёному рису в Японии. Плоды умэ также служат основой популярного в Японии и в других странах Азии ликёра умэсю.
Само дерево представляет интерес как подвой с устойчивой к болезням и избыточной влажности корневой системой.
Умэ используется на юге Вьетнама в качестве новогоднего дерева на праздник лунного Нового года.
|                                                            |  |  |
| Плоды абрикоса японского, Спил древесины (Тулузский музей) |  |  |

## Культурное значение

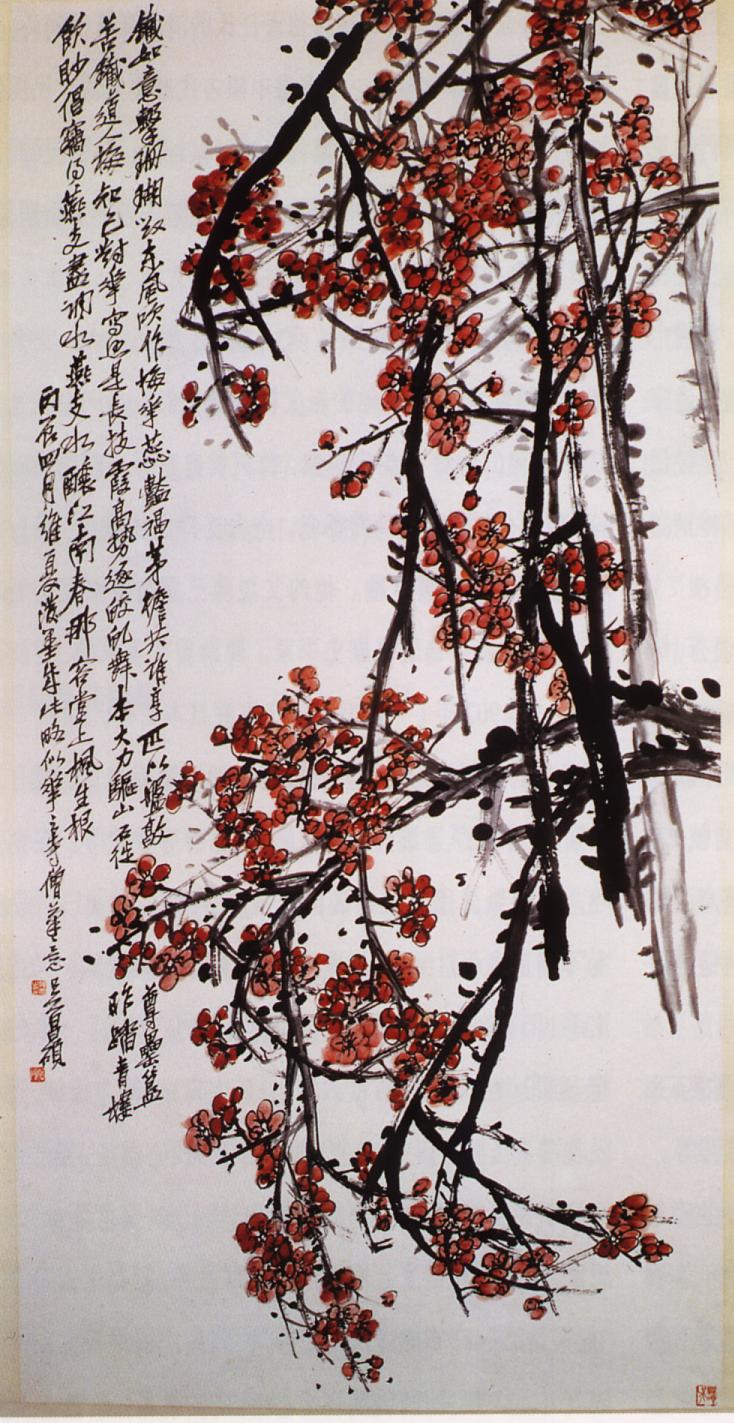
Цветы мэйхуа. У Чаншо. Картина в жанре Цветы и птицы

В Китае является символом весны и Нового года по восточному календарю (период весны).
В X веке в жанре цветы и птицы появился поджанр «четыре благородных цветка», изображающий орхидею, дикую сливу сорта мэйхуа, бамбук и хризантему, сыскавший огромную популярность.